# Badajoz
Badajoz (in estremegno Badajós) è un comune spagnolo di 150 702 abitanti (dato 2019 fornito dall'INE) situato nella comunità autonoma dell'Estremadura.
Nel 1996 il territorio comunale venne suddiviso e parte di esso divenne il nuovo comune di Valdelacalzada; analogamente nel 2001 nacque Pueblonuevo del Guadiana e nel 2012 Guadiana.
È una potente piazzaforte a 6 km dal confine col Portogallo sulla riva sinistra della Guadiana.
È sede vescovile e universitaria. È città natale del maggior pittore spagnolo del Rinascimento Luis de Morales (1509-1586) detto "El Divino", del pittore Adelardo Covarsí (1885-1951), del pittore Eugenio Hermoso, del pittore Antonio Vaquero Poblador (1933-2004) direttore e professore della Scuola di Belle Arti "Covarsí" di Badajoz, e del cantante di flamenco di origine gitana José Salazar Molina (1924-1977) conosciuto con il nome d'arte di Porrina de Badajoz.

## Storia
I resti archeologici raccolti testimoniano la presenza nella zona di insediamenti umani nel periodo paleolitico superiore; negli anni fra 138 e 25 a.C. in cui è certa la presenza dei Romani in Estremadura non vi è però alcun riferimento a Badajoz, anche se alcuni ricercatori storici parlano di un insediamento romano Bathalios nel posto dove sorge oggi Badajoz, ma questa ipotesi manca di qualche riferimento oggettivo e si ritiene che questa città romana vada identificata con la portoghese Beja.
Anche sulla presenza dei Visigoti mancano prove certe sebbene alcuni parlino di un vescovo visigoto di nome Hermenegildo che avrebbe potuto risiedere in un borgo riferibile a Badajos, in effetti la diocesi si ebbe a Badajoz solo dopo la fondazione della città araba. È invece certa e documentata la fondazione della città araba di Badajoz nell'875 da parte di ʿAbd al-Rahmān ibn Marwān e la città rimase in mano ai musulmani per circa 400 anni. Marwān, che era uno spagnolo rinnegato, audace guerriero e personaggio leggendario, esiliato da Merida e malvisto da Cordova, fece di Badajoz il suo rifugio e la sua fortezza. Dal 976 fino alla sua morte nel 1022 governò la città sotto l'autorità del Califfato di Cordova lo schiavo slavo liberato Sabur al-Khatib, uomo molto saggio, colto, soldato valoroso, protettore delle arti e delle lettere. La sua dipendenza da Cordova fu più formale che reale, specialmente fra il 1016 e il 1022 quando i rapporti con Cordova furono praticamente rotti. Grazie al suo buon governo Badajoz si consolidò divenendo un importante centro della Spagna islamica. Alla sua morte nel 1022 Sabur affidò per testamento i suoi figli alle cure del suo amico ʿAbd Allāh b. al-Aftas, fondatore della dinastia degli Aftasidi, che non perse tempo e si autoproclamò emiro della Ta'ifa di Badajoz. Fra il 1146 e il 1212 la città fu dominata dagli Almoravidi e poi fino al 1230 dagli Almohadi; fu questo un periodo di sofferenza per la popolazione perché questi governanti Berberi si dimostrarono religiosi intolleranti e instaurarono un duro regime militare poiché la città venne assediata dai cristiani Portoghesi guidati da Geraldo Geraldes (meglio noto come Geraldo sem Pavor, lett. Geraldo senza paura), figura semileggendaria della Reconquista portoghese. La campagna del 1169 condotta da Alfonso I del Portogallo a supporto di Geraldo si sarebbe tuttavia conclusa con un disastro per le forze portoghesi, che vennero sconfitte pesantemente dalle forze congiunte degli almohadi e del regno di León. Solamente nel 1230 Badajoz venne conquistata delle truppe cristiane di Alfonso IX, che entrarono nella città abbandonata dai difensori il 19 marzo, giorno dedicato a San Giuseppe, il quale in ricordo di questo avvenimento fu scelto come patrono di Badajoz. 
Durante il regno di Alfonso X, tra il 1258 ed il 1284, venne dato nuovo impulso alla città alla quale il re concesse il titolo di muy noble y muy leal Ciudad con i relativi privilegi che il riconoscimento comportava e favorì la costruzione della cattedrale. Le scaramucce con le vicine città portoghesi, le guerre fra Castiglia e Portogallo, che inevitabilmente coinvolsero Badajoz città di confine, e le epidemie di peste nera la misero poi in crisi: nel 1370 risulta che la città era semidistrutta e disabitata, le case danneggiate e il castello abbandonato.
La città comunque resisté anche se Castiglia e Portogallo continuarono con frequenza a farsi la guerra, che si placò col matrimonio fra il re Giovanni I di Castiglia e l'infanta del Portogallo Beatrice il 1º maggio 1383 con grandi festeggiamenti e alla presenza del re armeno Leon V. Nel 1485 il vescovo Fray Pedro fondò l'Hospital de Nuestra Señora de la Pietad primo ospedale della città per le cure dei poveri e degli ammalati di peste. L'Ospedale attuale denominato Hospital de San Sebastian venne fondato nel 1609, dopo che la città era stata colpita nel 1506 e 1599 da due gravi epidemie di peste nera.
Dal 12 al 16 ottobre del 1705 la città subì un fortissimo bombardamento dalle truppe anglo-portoghesi che danneggiò gravemente la città. Il giorno 11 marzo 1811 le truppe francesi di Napoleone conquistarono Badajoz e la occuparono.
Nell'ultimo quarto del XIX secolo la città prese l'iniziativa di rivoltarsi contro il regime di Madrid e nel 1883 proclamò la Repubblica, nella speranza di riproporre e consolidare l'effimera prima repubblica spagnola che era durata solo un anno, dal 1873 al 1874, ma le città che dovevano essere coinvolte non la seguirono e il tentativo fallì costringendo i promotori a fuggire in Portogallo.
Durante la Guerra civile spagnola (1936-1939), Badajoz che era un caposaldo repubblicano, fu coinvolta in una feroce battaglia che durò 28 giorni terminata il 14 agosto 1936. Con la conquista di Badajoz da parte delle truppe di Francisco Franco comandate nel settore dal generale Juan Yague, si assistette a una tragica repressione dei difensori della città e dei civili in genere. 2 000 persone vennero infatti portate all'interno della Plaza de Toro e qui brutalmente massacrate in quello che venne ricordato come il macello di Badajoz.

## Monumenti e luoghi d'interesse

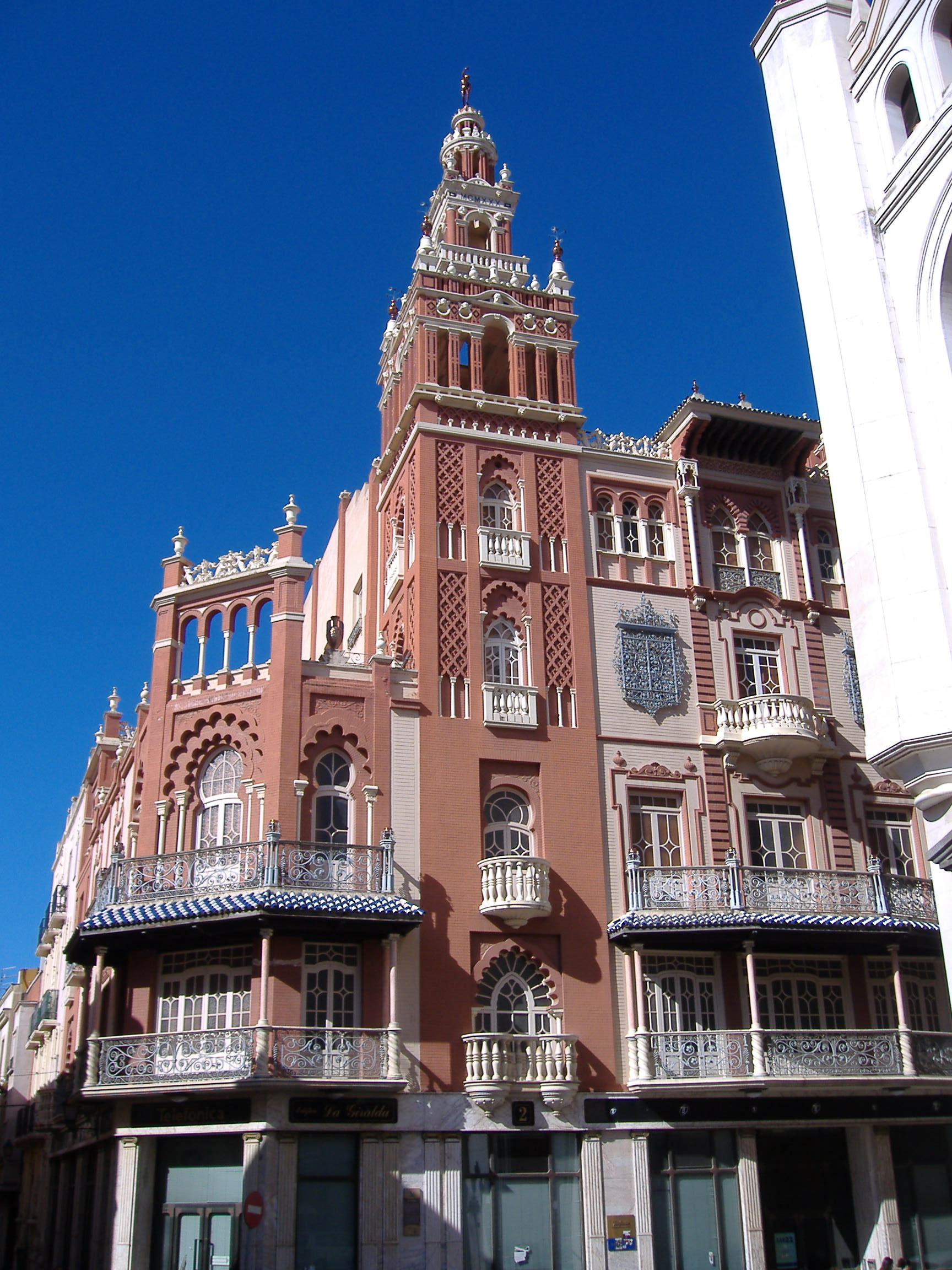
La Giraldilla

La Catedral de San Juan, gotica eretta fra il 1232 e il 1284 è un massiccio edificio con facciata e abside rinascimentali, una forte torre, un chiostro del XVI secolo decorato con azulejos e, all'interno, diverse opere d'arte interessanti. Nella sala del Capitolo c'è il Museo diocesano con oggetti d'arte sacra e diversi quadri di Luis de Morales.
La Puerta de las Palmas, eretta da Filippo II nel 1551, ha due torrioni cilindrici a merlatura araba che servirono da prigioni reali per i rei dei delitti più gravi.
Il Ponte sulla Guadiana che s'imbocca subito dopo la porta è lungo 582 metri, ha 32 archi e fu costruito nel 1596 su progetto del famoso architetto Juan de Herrera (1530-1596).
L'Alcazaba è l'antica fortezza posta in posizione elevata sulla città araba di cui restano la grande porta detta del Capitel, una torre poderosa con campana detta popolarmente Espantaperros (spaventacani) e parti di mura con bastioni di rinforzo; è circondata da giardini ed è il monumento rappresentativo della città.
Il Museo Arqueologico ha sede nei giardini dell'Alcazaba in un'antica moschea detta La Galera, che utilizza colonne romane e capitelli visigoti e contiene reperti preistorici, romani, e materiali visigoti e arabi.
Numerosi sono i conventi con chiese o cappelle: delle "Adoratrici" con una piccola chiesa del XVI secolo, delle carmelitane del XVIII, delle Descalzas moderno del 1919, de Santa Ana del 1512.
Il Museo de Bellas Artes è in un edificio nuovo del 1970 e raccoglie opere di pittura e scultura di artisti estremegni dei secoli XIX-XX.
Per ingentilire la città, che risulta molto austera, si è provveduto a dotarla di monumenti e fontane monumentali: il monumento dedicato al pittore Adelardo Covarsi che rappresenta una scena di caccia, la fontana della Vittoria rappresentata mentre alza verso l'alto una spada poggiando su una base di granito a forma di prua di nave, la statua di Porrino da Badajoz, la fontana La Ciudad y el rio (la città e il fiume) con statue bronzee.
Il quartiere di Valdepasillas è conosciuto come uno dei luoghi di divertimento dei cittadini.

### Dintorni
A 24 km Olivenza, cittadina portoghese fino al 1801, con un possente castello del 1306,
le chiese della Magdalena e di Santa Maria del castillo rinascimentali, l'Hospital de la caritad del Quattrocento.
A 19 km in territorio portoghese Elvas poderoso complesso difensivo costituito da una serie di fortificazioni che chiude la cittadina vivace e centro di commerci.
A 20 km sul confine con la Spagna Campos Mayor antico borgo con una cinta muraria in parte conservata risalente al XVIII secolo su fortificazioni precedenti arabe ricostruite nel XII secolo.
A 2 km Alburquerque, cittadina sulla sommità della Sierra del Puerto de Centinela sulla frontiera portoghese con l'abitato completamente chiuso da mura del XIII secolo sovrastate da un grande maschio merlato chiuso a sua volta da una cerchia di mura che contengono anche una chiesa romanica in rovina.

## Feste
Come in tutte le città spagnole anche a Badajoz si organizzano con cura le feste patronali e quelle della Semana Santa che non si discostano da quelle delle altre città. La domenica delle Palme vengono adornati balconi e finestre di rami di palme che vengono poi lasciate fino a consumazione. Dal lunedì fino al Venerdì Santo ogni giorno si hanno folcloristiche processioni dei vari quartieri precedute dai tamburini che battono un ritmo funebre e dai pasos pesanti e grandi gruppi lignei che rappresentano scene della Passione tolti dalle chiese dove sono custoditi portati a braccia e seguiti da incappucciati in ricchi costumi.
Altre feste sono quelle di San Juan in giugno con la celebrazione di corride, balli e danze, del Natale con fastose celebrazioni religiose, luminarie e fuochi artificiali, del carnevale che oltre alle solite feste ha la singolarità dell'entierro de la sardina nell'ultima notte di carnevale in cui tradizionalmente un gruppo di persone vestite a lutto fra scherzi e battute provvedeva a seppellire un fantoccio di carnevale entro una bara costituita da un trogolo per maiali, non si sa perché il fantoccio venne chiamato sardina e oggi invece del fantoccio si mette un'immagine di sardina entro la bara del trogolo.
È pure singolare la festa Almossassa in cui si rievoca la fondazione della città nell'Alcazaba dove si incontra due fazioni: quella di Marvan, il fondatore, composta da bianchi e mori in costumi dell'epoca a lui favorevoli e la fazione di Omeya gruppo di persone che rappresentano una corte musulmana.
A Badajoz si fanno anche tre romerias con le modalità seguite anche nelle altre città spagnole si tratta di pellegrinaggi a piedi o con mezzi di trasporto a santuari della zona che ai riti religiosi uniscono feste con colazioni sull'erba, danze e canti, se sono svolte a piedi alla partenza al mattino vengono distribuiti panini, bocconcini fritti e liquore d'anice come generi di conforto, finiti il viaggio e i riti religiosi segue la colazione con viveri trasportati da un carro al seguito e la festa. Le romerias di Badajoz sono al santuario di San Isidro di cui si può avere un'idea dal famoso dipinto di Goya La pradera de San Isidro, quella de la Botea e quella di San Vicente de Alcantara.

## Trasporto
La città è collegata attraverso l'Aeroporto di Badajoz-Talavera La Real che serve anche il capoluogo dell'Estremadura, Mérida. È collegata alla rete ferroviaria attraverso la Stazione di Badajoz.

## Sport
Nella città ha sede la squadra di calcio cittadina, il Club Deportivo Badajoz dai colori sociali bianco-neri.